# Kerékpározás a 2007. évi nyári európai ifjúsági olimpiai fesztiválon
A 2007. évi nyári európai ifjúsági olimpiai fesztiválon az országúti kerékpározás versenyszámait Belgrádban rendezték. A férfiak 3 számban versenyeztek.

## Összesített éremtáblázat
| A 2007. évi nyári európai ifjúsági olimpiai fesztivál összesített éremtáblázata országúti kerékpározásban | A 2007. évi nyári európai ifjúsági olimpiai fesztivál összesített éremtáblázata országúti kerékpározásban | A 2007. évi nyári európai ifjúsági olimpiai fesztivál összesített éremtáblázata országúti kerékpározásban | A 2007. évi nyári európai ifjúsági olimpiai fesztivál összesített éremtáblázata országúti kerékpározásban | A 2007. évi nyári európai ifjúsági olimpiai fesztivál összesített éremtáblázata országúti kerékpározásban | Olimpia  |
| --- | --- | --- | --- | --- | -------- |
| | Ország | Arany | Ezüst | Bronz | Összesen |
| 1. | Dánia | 1 | 0 | 0 | 1        |
| | Lengyelország                                                                                             | 1 | 0 | 0 | 1        |
| | Egyesült Királyság                                                                                        | 1 | 0 | 0 | 1        |
| 4. | Németország                                                                                               | 0 | 1 | 2 | 3        |
| 5. | Ausztria                                                                                                  | 0 | 1 | 0 | 1        |
| | Belgium                                                                                                   | 0 | 1 | 0 | 1        |
| 7. | Olaszország                                                                                               | 0 | 0 | 1 | 1        |
| | | | | |          |
| Összesen                                                                                                  | Összesen                                                                                                  | 3 | 3 | 3 | 9        |

## Férfi
| A 2007. évi nyári európai ifjúsági olimpiai fesztivál érmesei férfi országúti kerékpározásban |                                           |                                 |                                   |
| Versenyszám                                                                                   | Arany                                     | Ezüst                           | Bronz                             |
| Férfi egyéni mezőnyverseny                                                                    | Dánia Sebastian Lander · 1:14:35          | Belgium Jochen Deweer · 1:14:35 | Németország Simon Nuber · 1:42:35 |
| Férfi egyéni időfutam                                                                         | Lengyelország Andrzej Bartkiewicz · 11:02 | Ausztria Marco Haller · 11:05   | Olaszország Luca Olivieri · 11:07 |
| Kritérium verseny                                                                             | Egyesült Királyság George Atkins          | Németország Arndt Nikias        | Németország Max Stahr             |